# Marienkapelle (Häggenschwil)
Die Marienkapelle im Weiler Ruggisberg in der Gemeinde Häggenschwil im Schweizer Kanton St. Gallen wurde vom Abt des Klosters Obermarchtal Niklaus II. 1684 zum Gedenken an den Sieg über die Türken bei Wien 1683 in Auftrag gegeben.

## Geschichte
Die Kapelle wurde 1685 durch den Weihbischof von Konstanz eingeweiht.
1883 erwarb die Katholische Kirchgemeinde Häggenschwil die Kapelle zum Preis von 1068.54 Fr.

## Ausstattung
Der teils marmorierte, teils vergoldete barocke Hochaltar zeigt eine Partie aus der Türkenschlacht bei Wien. Über dem Gemälde ist das Wappen von Abt Nikolaus II. angebracht.
Flankiert wird der Altar von bemalten Holzfiguren der Bischöfe Martin von Tours (Patron der Mutterkirche Arbon) und Nikolaus von Myra (Patron von Abt Nikolaus II.).
An der linken Kapellenwand befindet sich eine barocke Strahlenmadonna, an der rechten Kapellenwand ein geziertes Kruzifix.

## Galerie

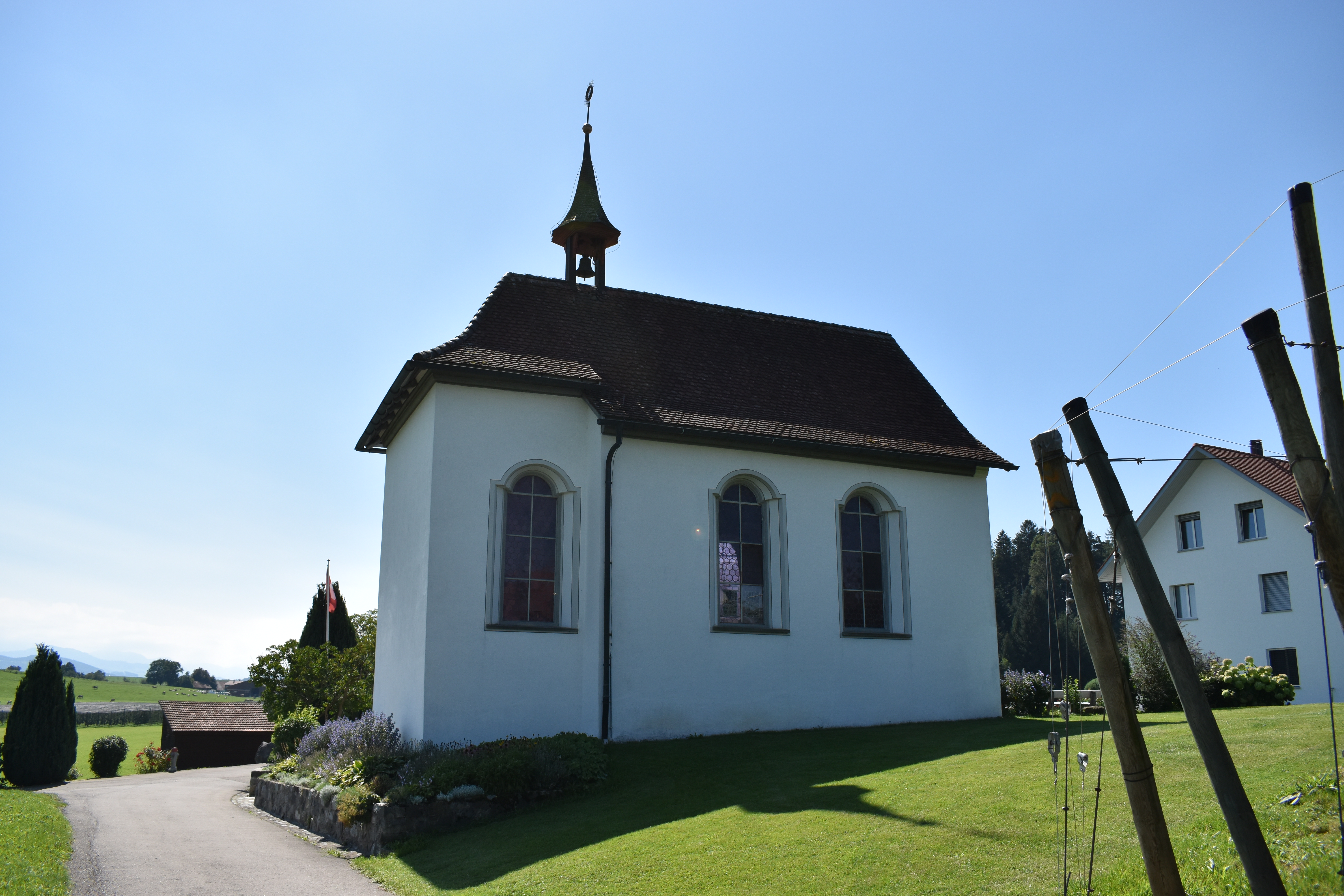
Aussenansicht
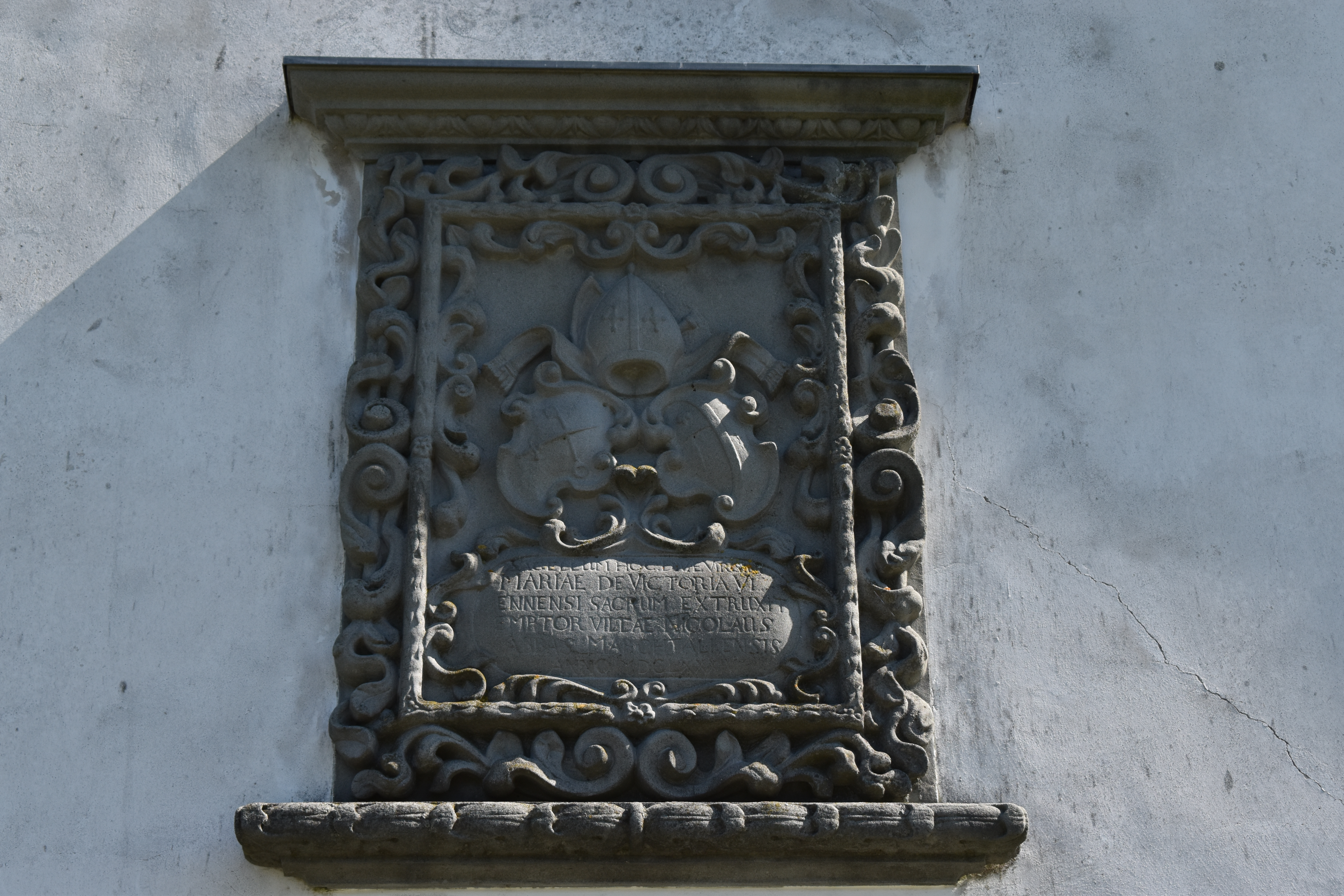
Inschrift